# Ben Bahan
 Benjamin James Bahan  es un profesor de Lengua de Señas Americana (ASL) y Estudio de los sordos (Deaf Studies) de la Universidad Gallaudet y un activo miembro de la comunidad de los sordos. Él es una figura influential en la literatura de la lengua de señas americana come cuentista y escritor sobre la cultura de los sordos. Bahan es conocido por las historias “La historia de la pelota”, “Pájaros de diferente pluma” y por sus libros “Un viaje en el mundo de los sordos” (1996) con Robert J. Hoffmeister y Harlan Lane. Bahan también escribió y codirigió el documental “Audism Unveiled” (2008) con su compañero Dirksen Bauman.

## Obras
“Pájaros de pluma diferente" es un relato alegórico sobre un pájaro nacido en una familia de águilas. La típica respuesta de la familia de frente a este diferente miembro de la familia representa la experiencia genérica de muchos niños sordos nacidos en familias oyentes. Se mencionan temas de religión, identidad e implantes cocleares.
“Un viaje al mundo de los sordos” ofrece una visión del mundo de los sordos, de la comunidad de la que se compone y de los beneficios que la lengua de señas aporta a la comunidad. El libro se centra también en los temas relados a la educación de los niños sordos, a la asimilación de los sordos en la sociedad en general, al desarrollo natural del ASL, a los pros y los contras de la tecnología para los sordos, a lo que se puede aprender de las sociedades sordas en otros países y sobre el futuro del mundo de los sordos.
“Audism Unveiled” es un documental sobre la opresión de los sordos y cómo esta ha influido la gente al desarrollo del sentido de comunidad e identidad de sordos. La película Incluye muchas anécdotas personales de varios grupos de individuos sordos.
Bahan es también reconocido por su papel de Hugh Denison, el jefe de la Quinpar Intelligence Agency, en la película de Emilio Insolera, Sign Gene: los primeros superhéroes sordos.